# Bergseeschijen
Bergseeschijen är en bergstopp i Schweiz. Den ligger i kantonen Uri, i den centrala delen av landet, 90 km öster om huvudstaden Bern. Toppen på Bergseeschijen är 2 819 meter över havet.